# Geoff Evans (rugby à XV, 1950)
Pour les articles homonymes, voir Geoff Evans et Evans.
Pas d'image ? Cliquez ici

a Compétitions nationales et continentales officielles uniquement.

b Matchs officiels uniquement.
Geoffrey William Evans dit Geoff Evans, né le 10 décembre 1950 à Coventry, est un joueur international anglais de rugby à XV évoluant au poste de trois-quarts centre.

## Biographie
Il joue en club avec le Coventry RFC. Il connaît également sept sélections avec les Barbarians de 1972 à 1974, marquant 26 points. Il dispute son premier test match le 18 mars 1972 contre l'équipe d'Écosse et le dernier contre le pays de Galles le 16 mars 1974. Il participe à la tournée des Lions britanniques de 1974, disputant huit rencontres mais aucun test match.

## Palmarès
- Vainqueur du Tournoi des Cinq Nations en 1973 (victoire partagée).

## Statistiques en équipe nationale
- 9 sélections
- 7 points (1 essai, 1 drop)
- Sélections par année : 1 en 1972, 4 en 1973, 4 en 1974.
- Trois Tournois des Cinq Nations disputés : 1972, 1973, 1974.